# Helenów (Goleniów)
Helenów (do 1945 Helgenfeld) – część miasta Goleniowa, położona ok. 2 km na południe od centrum miasta, przy drodze powiatowej prowadzącej do Stargardu, nad strugą Wiśniówką, na skraju Równiny Goleniowskiej i Równiny Nowogardzkiej, od strony zachodniej otoczona lasami Puszczy Goleniowskiej.

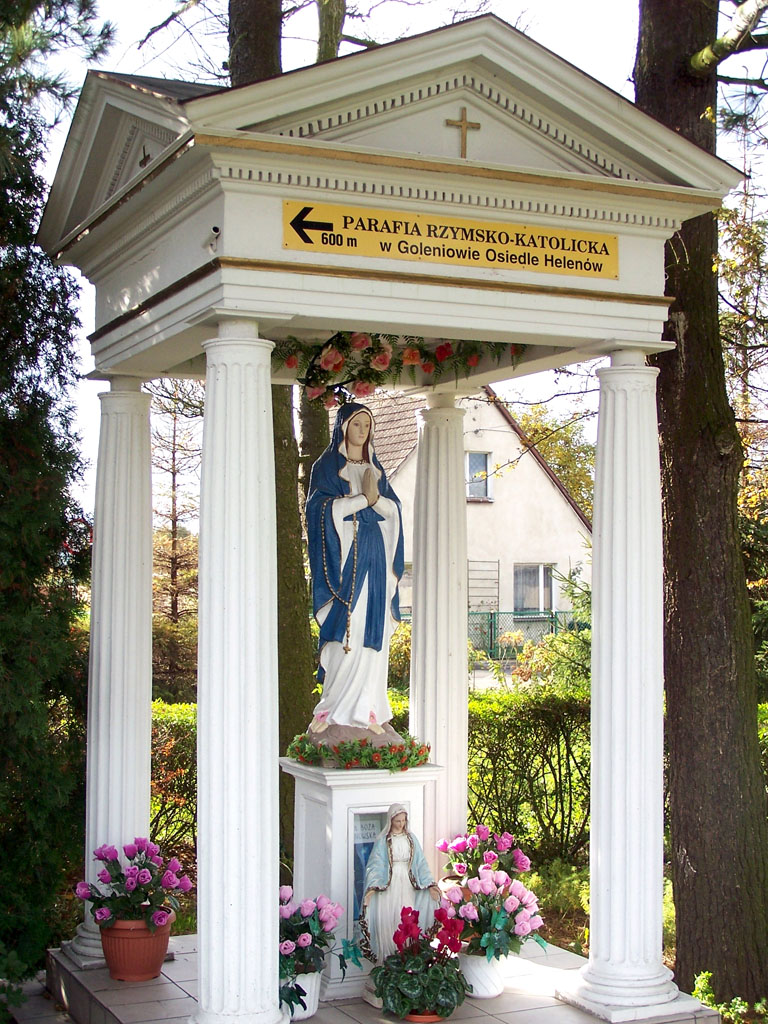
Kapliczka Matki Boskiej – Madonny Helenowa

Wieś Helenów została włączona do miasta Goleniowa w 1954 r.; obecnie jest to dzielnica miasta. Osiedle Helenów posiada własny samorząd – radę osiedlową. Znajduje się tutaj kościół parafialny NMP Nieustającej Pomocy zbudowany na początku lat 90.; obok znajduje się kapliczka maryjna i dzwonnica. Przy dawnym przejeździe kolejowo-drogowym stoi kapliczka również poświęcona Matce Boskiej zwanej Madonną Helenowa. Na osiedlu znajduje się kilka zakładów usługowych (kamieniarstwo, hurtownie, transport, rzemiosło), szkoła podstawowa nr 3, boisko piłkarskie, punkt lekarski i urząd pocztowy. Najstarsze budynki pochodzą z początków XX w. Większość zabudowy stanowią budynki tzw. nowej (zachodniej) części osiedla, pochodzącej z lat 90. XX w. Osiedle pełni funkcje mieszkalne i usługowe. Dawniej było ono połączone z Goleniowem i Maszewem linią kolejową. Tory rozebrano w 2005. Jesienią tego samego roku miasto Goleniów połączono z osiedlem ścieżką pieszo-rowerową biegnącą po dawnym nasypie kolejowym. Ścieżka jest użytkowana przez mieszkańców centrum miasta i osiedla; odciążyła ruch rowerowy na szosie prowadzącej do Stargardu. Planuje się także wydłużenie trasy do Podańska i Danowa. Do zabytków należy budynek dawnego młyna wodnego nad rzeką Wiśniówką.
Okoliczne miejscowości: Goleniów, Zabrodzie, Podańsko, Żółwia